# Typhlodromips compressus
Typhlodromips compressus är en spindeldjursart som först beskrevs av Wu och Li 1984.  Typhlodromips compressus ingår i släktet Typhlodromips och familjen Phytoseiidae. Inga underarter finns listade i Catalogue of Life.